# モンスター・リッパー
モンスター・リッパー（Monster Ripper、本名：Rhonda Ann Sing、1961年2月21日 - 2001年7月27日）は、カナダ・アルバータ州カルガリー出身の女子プロレスラー。
日本で本格的にデビューした後、WWEなどアメリカのメジャー団体でも活躍した。

## 来歴
少女時代から地元カルガリーのスタンピード・レスリング（スチュ・ハート主宰）の大ファンであり、プロレスラーを目指しロサンゼルスにあるミルドレッド・バークが経営する養成所でトレーニングを積む。
1979年、全日本女子プロレスに初来日。松永高司会長から「モンスター・リッパー」
のリングネームを与えられ、1月4日にマミ熊野と組んでのジャッキー佐藤&マキ上田（ビューティ・ペア）戦でデビュー。佐藤からフォールを奪い初戦を勝利で飾った。同年7月31日、佐藤が持っていたWWWA世界シングル王座を奪取。そのパワフルなファイトスタイルから、日本の専門誌では「女ハンセン」などと形容されたこともある。
以降はメキシコのLLIを、スペイン語で「ザ・モンスター」を意味するラ・モンステル（La Monstra）のリングネームで主戦場としつつ、100kgを超える巨体を武器にアメリカ、カナダ、欧州、日本を転戦した。
1980年代に全女ではデビル雅美、ジャガー横田、ジャンボ堀、ミミ萩原などと抗争を繰り広げ、1987年には初代IWA世界女子王座に君臨。多くのタイトルを獲得していった。日本ではジャパン女子プロレスに参戦していた時期もあったが、1991年に全女に戻りブル中野、アジャコングと抗争を展開した。
1995年、WWFと契約。バーサ・フェイ（Bertha Faye）のリングネームでコミカルなヒールに変身し、同年8月27日開催のサマースラムにおいて、アランドラ・ブレイズからWWF女子王座を奪取した。WWFではマネージャーのハービー・ウィップルマンとの恋愛アングルも組まれた。
1999年からは本名のロンダ・シン（Rhonda Sing）名義でWCWに移籍。ナイトロ・ガール・ビーフ（Nitro Girl Beef）とも名乗り、ナイトロ・ガールズのダンスに闖入したこともあったが、短期間で姿を消した。
2000年、WCW退団とともに引退。日本で引退試合を望んでいたものの、2001年7月27日、40歳で死去。
2003年、カリフラワー・アレイ・クラブ（北米のプロレス・プロボクシング殿堂）の顕彰を受けた。また、日本でも全女が設置した女子プロレス殿堂に外国人で唯一殿堂入りを果たしている。

## 得意技
- パワーボム[4]

## 獲得タイトル
- WWWA世界シングル王座
- IWA世界女子王座
- WWA世界女子王座
- WWWWA世界シングル王座
- WWC女子王座
- WWF女子王座[8]

## 登場作品
- 極悪女王（2024年、Netflix配信ドラマ） - 演：ANNA[12][1]